# Chanteur de chanson
 (octobre 2009).
Si vous disposez d'ouvrages ou d'articles de référence ou si vous connaissez des sites web de qualité traitant du thème abordé ici, merci de compléter l'article en donnant les références utiles à sa vérifiabilité et en les liant à la section « Notes et références ».
Un chanteur de chanson (シャンソン歌手, chanson kashu) est un chanteur japonais ou une chanteuse japonaise, qui se spécialise dans la chanson « à la française », c'est-à-dire dans le style des variétés françaises des années 1960-70, à grand renfort de textes romantiques, langoureux ou nostalgiques — « chanson » en japonais, se comprend par opposition à la pop, plus rythmée à l'américaine.

## Chanteurs
- Hiroshi Aoki

## Chanteuses
- Yoshiko Ishii
- Miwa Akihiro
- Sachiko Kaiyama
- Fuki (en)
- Arimitsu Masako
- Mami Asakura
- Masae Takada
- Olivia Lufkin
- Anna Tsuchiya
- Yuki Suzuki
- Aya Kamiki